# Puttball
Puttball ist ein Ortsteil der Gemeinde Lemgow im Landkreis Lüchow-Dannenberg in Niedersachsen. Durch den Ort führt die L 259. Puttball ist heute mit dem Lemgower Ortsteil Schweskau zu einer Ortslage zusammengewachsen.

## Geschichte
Am 1. Juli 1972 wurde Puttball in die Gemeinde Lemgow eingegliedert.